# Acacia pennivenia
Acacia pennivenia är en ärtväxtart som beskrevs av Isaac Bayley Balfour. Acacia pennivenia ingår i släktet akacior, och familjen ärtväxter. IUCN kategoriserar arten globalt som nära hotad. Inga underarter finns listade i Catalogue of Life.